# Nicaraguabåtstjärt
Nicaraguabåtstjärt (Quiscalus nicaraguensis) är en fågel i familjen trupialer inom ordningen tättingar.

## Utbredning och systematik
Fågeln har sitt utbredningsområde i sjöarna Nicaraguasjön och Managuasjön i Nicaragua samt i norra Costa Rica. Den behandlas som monotypisk, det vill säga att den inte delas in i några underarter.

## Status
Trots det begränsade utbredningsområdet och att den tros minska i antal anses beståndet vara livskraftigt av internationella naturvårdsunionen IUCN.  Beståndet uppskattas till i storleksordningen 20 000 till 50 000 vuxna individer.